# Jason Greenblatt

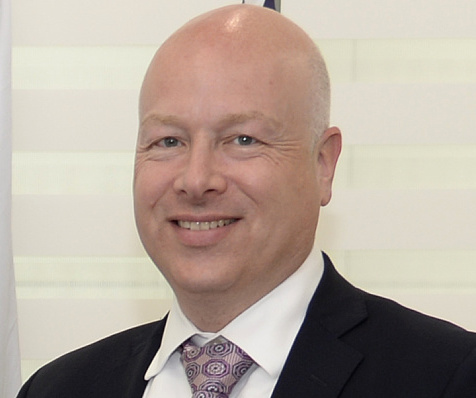
Jason Greenblatt

Jason Dov Greenblatt (* 1967) ist ein US-amerikanischer Jurist. Er war Leiter der Internationalen Verhandlungen (Assistant to the President and Special Representative for International Negotiations) des US-Präsidenten Donald Trump. Greenblatt war Vizepräsident der Trump Organization, der privaten Unternehmensgruppe des US-Präsidenten, und langjähriger Anwalt des Konzerns. Zu seinen Aufgaben heute gehört es unter anderem, als „Chefunterhändler“ internationale Handelsabkommen zu vereinbaren. Er gehört zum engen Beraterkreis des Präsidenten, insbesondere bei Fragen, die Israel betreffen. Am 5. September 2019 hat Greenblatt seinen Rücktritt angekündigt.
Er soll durch Avi Berkowitz und Brian Hook ersetzt werden.

## Leben
Jason Greenblatt wurde 1967 als Sohn ungarischer jüdischer Flüchtlinge geboren und wuchs in Queens, New York City, auf. Zunächst besuchte Greenblatt die Marsha Stern Talmudical Academy und ging später auf die Yeshiva University. 1992 erhielt Greenblatt einen Abschluss an der New York University School of Law und begann als Immobilienanwalt bei der New Yorker Anwaltskanzlei „Fried, Frank, Harris, Shriver & Jacobson“. Mitte der 1990er Jahre gründete der Anwalt eine Cappuccino-Kaffeefirma mit Cafés an der Pennsylvania Station und den Flughäfen der Stadt New York. Nachdem das Geschäft erfolgreich lief, verkaufte er seine Anteile und praktizierte wieder als Anwalt.
Seit 1997 arbeitete er als Anwalt für die Trump Organization, der privaten Unternehmensgruppe des US-Präsidenten. Mittlerweile ist er deren Vizepräsident. Er vertrat auch alle Familienmitglieder der Familie Trump, Donald Trump, Jr., Ivanka Trump und Eric Trump, anwaltlich in privaten und geschäftlichen Belangen. Greenblatt arbeitete mit dem Anwalt David M. Friedman zusammen, den Trump später als Botschafter für Israel vorschlug.
Jason Greenblatt ist orthodoxer Jude und lebt mit seiner Frau und seinen sechs Kindern in Teaneck, New Jersey. Seine Frau, Naomi Greenblatt, ist Psychiaterin.

## Leiter Internationale Verhandlungen
Während seines Wahlkampfes beriet Greenblatt Donald Trump in Fragen zum Nahen Osten und speziell zu Israel. Nach seiner Wahl nominierte Trump ihn zu seinem Chefunterhändler. Trump erklärte, Greenblatt sei einer seiner „engsten Vertrauten“ und habe „komplexe Geschäfte“ für ihn abgewickelt. Er sei erfahren darin, in „schwierigen und sensiblen“ Fragen zu vermitteln. Laut CNN fallen u. a. der Nahostkonflikt und die Beziehungen zu Kuba in Greenblatts Aufgabenbereich.

### Positionen
Greenblatt spricht sich für eine Zweistaatenlösung für Israel aus. In den israelischen Siedlungen im Westjordanland sieht er kein Hindernis für einen dauerhaften Frieden.